# گچیت‌لی (گرگر)
گچیت‌لی (به ترکی استانبولی: Geçitli) (به کردی: Avêrag) یک منطقهٔ مسکونی کردنشین در ترکیه است که در گرگر، آدیامان واقع شده‌است.